# What Goes Up (музика из филма)
What Goes Up: Original Soundtrack је албум издат да би симулирао музику која ја коришћена у филму What Goes Up. Објављен је првобитно на Ајтјунсу 20. априла 2009. године. Након тога уследила је објава на сајту amazon.com 5. маја 2009. године, а диск се нашао у продавницима 14. јула 2009. године. Водећи сингл албума, Any Other Day, отпевала је Хилари Даф, која је и главни женски лик у филму.

## Списак песама
| #   | Назив песме | Извођач                 |
| --- | ----------- | ----------------------- |
| 1.  |             | Хилари Даф              |
| 2.  |             | Иносент Бастандерс      |
| 3.  |             | Роди Ботум              |
| 4.  |             | Џереми Вол              |
| 5.  |             | Антони Миранда          |
| 6.  |             | Електрлејн              |
| 7.  |             | Ал Згро & Брендан Хајнс |
| 8.  |             | Роди Ботум              |
| 9.  |             | Електрлејн              |
| 10. |             | Роди Ботум              |
| 11. |             | Електрлејн              |
| 12. |             | Роди Ботум              |
| 13. |             | Електрлејн              |
| 14. |             | Дејвид Боуи             |

iTunes бонус песме
| #   | Назив песме | Извођач            |
| --- | ----------- | ------------------ |
| 15. |             | Иносент Бастандерс |
| 16. |             | Иносент Бастандерс |
| 17. |             | Иносент Бастандерс |